# Філіп Харпер (трубач)
Філіп Харпер (народився 10 травня 1965) — американський джазовий трубач.

## Життєпис
Харпер народився в Балтиморі, штат Меріленд, виріс в Атланті. Навчався під керівництвом Джекі Макліна в Гартфордській школі Гартта при Університеті Гартфорда.

## Кар'єра
Харпер грав з The Jazz Messengers та Mingus Big Band. Він також підписав контракт з лейблом Verve Records і спродюсував для нього чотири альбоми.
З 1988 по 1993 рік Харпер грав у гурті Harper Brothers разом зі своїм братом Вінардом. Серед інших учасників гурту були Джастін Робінсон на альт-саксофоні, Стівен Скотт на фортепіано та Майкл Боуї на бас-гітарі.

## Дискографія
- 1988 Harper Brothers (Verve)[6]
- 1989 Remembrance: Live at the Village Vanguard (Verve)
- 1991 Artistry (Verve)
- 1992 You Can Hide Inside the Music (Verve)
- 1993 Soulful Sin (Muse)
- 1994 The Thirteenth Moon (Muse)

З Сесіл Брукс III
- Hangin' with Smooth (Muse, 1990)

З Еттою Джонс
- Reverse the Changes (Muse, 1992)

З Х'юстон Персон
- Why Not! (Муза, 1991)
- Lion and His Pride (Muse, 1991 [1994])